# ジェームズ・メレディス

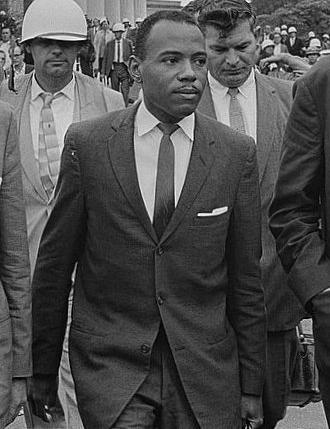
1962年、撮影

ジェームズ・メレディス（英語: James Meredith、1933年6月25日 - ）は、アメリカ合衆国ミシシッピ州オックスフォードにあるミシシッピ大学に入学した初めてのアフリカ系アメリカ人である。

## プロフィール
1933年、ネイティブ・アメリカンとアフリカ系アメリカ人の間に生まれる。1961年6月1日、ミシシッピ大学に入学する初めての黒人学生となった。

### 公民権運動
高校卒業後、すぐに軍務に服し（1951年 - 1960年）東京の立川基地に派遣される。当時米国では兵役経験者は希望する大学に入学する権利が与えられ、その権利を行使してそれからジャクソン州立大学に2年間通った。その後ミシシッピ大学に入学を願い出るが、二度拒絶された。1962年6月11日にミシシッピ大学最初の黒人学生となる。
その入学は当時のロス・バーネット州知事に反対され、大学校内では暴動（英語: Ole Miss riot of 1962、「ミシシッピ大学（Ole Miss）暴動（1962年）」、メレディス事件）が起き、ジョン・F・ケネディ大統領の要請で連邦軍が派遣される事態に達した。
暴動でフランス人ジャーナリストを含む2名が死亡。48名の兵士、30人の連邦保安官が銃で負傷した。メレディスの行動は公民権運動における歴史的転回点になったと見なされている。1963年8月18日に歴史学の学位を取得後卒業している。
公民権運動行進や、1966年のテネシー州メンフィスからミシシッピ州ジャクソンまでの「恐怖に抗する行進」を指揮し、6月6日には狙撃により負傷している。彼が狙撃された直後の写真は後にピューリッツァー賞を受賞している。

### その後
ミシシッピ大学卒業後も、ナイジェリアの大学（1964年 - 1965年）やコロンビア大学（1966年 - 1968年）で勉学に励み、コロンビア大学からは法律の学位を取得している。
1960年代末には公民権運動から遠ざかり、株式市場のブローカーになっていた。作家として、『ミシシッピでの3年間』と題した当時の思い出を回想する本を出版した。熱心な共和党員で上院議員の下で働いたこともある。
当時公民権運動の仲間から辛辣な批判を浴びていた彼は、あらゆる上院議員や下院議員に国会図書館に入れるように頼んで回った。だが、対応してくれたのは共和党の上院議員だけだった、と彼は語っている。また、共和党員として数回下院議員に立候補している。 

#### 結婚と家族
1956年3月、知り合って2か月半になるメアリー・ジューン・ウィギンスと結婚をした。彼女は後に高校教師として働いた。二人はジョン、ジョセフ、ハワード、三人の子供を儲けた。メアリーは1979年心不全で亡くなった。その後、メレディスはインディアナ州ゲーリーでジュディ・アルソブルックスと再婚し、ケンプ・ネイラーとジェシカ・ハワード、二人の子供を儲けた。メレディス夫婦はミシシッピ州、ジャクソンに住んでいる。

#### 現在
ミシシッピ大学での差別廃止40周年を迎えた2002年に、69歳のメレディスはミシシッピ州ジャクソンで小さな中古車置き場を所有している。40周年の祝典でメレディスは、「こんな、お祝いの席に呼び出されるなんて恥ずかしいよ、全く。」と語っている。

## 回顧

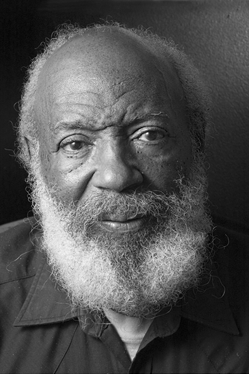
2007年、撮影

ジェームス・メレディスは自分自身を『公民権運動家』ではなく、アメリカ人になら誰にでも与えられるべき正当な権利を要求して与えられた一人の市民だ、と述べている。
メレディスと、組織だった公民権運動（家）との間にはかなりの軋轢があるようである。「公民権という考え方ほど私にとって侮辱的なものはない。（その考えにすがりついている間は）いつまでも2級市民でいることと同じだ。」と彼は語っている。
CNNとのインタビューで、メレディスは「私は戦争に参加したのだ。初日から自分が戦争に携わっているのだと思っていた。そして私の目的は、私が市民としての権利を執行できるよう後押しするために、連邦政府（当時はジョン・F・ケネディ政権）が軍隊を派遣せざるを得ない状況を作ることだった。」と述べている。